# فیلیپ کازادو
فیلیپ کازادو (فرانسوی: Philippe Casado‎; ۱ فوریهٔ ۱۹۶۴ – ۲۱ ژانویهٔ ۱۹۹۵) دوچرخه‌سوار اهل فرانسه بود.